# Американский комитет за мир на Кавказе
Америка́нский комите́т за мир на Кавка́зе (англ. American Committee for Peace in the Caucasus) (изначально Американский комитет за мир в Чечне (англ. American Committee for Peace in Chechnya)) — американская некоммерческая организация, провозглашавшая своими целями урегулирование вооружённого конфликта в Чечне, содействие стабильности в кавказском регионе, а также заботу о правах человека. Действует при организации Freedom House.
В организацию, основанную в 1999 году, входят около 100 бывших политиков, дипломатов и учёных. Комитет оказывает существенное влияние на формирование политики администрации США. Глава организации — Глен Ховард, сопредседателями являются Збигнев Бжезинский, бывший советник президента США Джимми Картера по национальной безопасности; Александр Хейг, бывший госсекретарь США. Кроме того, её членами являются Джеймс Вулси, бывший директор ЦРУ США; Ричард Перл, советник Пентагона; Кеннет Адельман, бывший посол США при ООН; Брюс Джексон, бывший вице-президент корпорации «Lockheed Martin», президент влиятельной неправительственной организации «Комитет США по НАТО»; Каспар Уайнбергер, бывший министр обороны США; Роберт Макфарлейн, бывший советник президента США по национальной безопасности; Эллиот Абрамс, бывший заместитель советника президента США по национальной безопасности.
Помимо прочего, организация занимается критикой российского политического руководства, заявляя о нарушениях прав человека в Чеченской республике. В 2004 году Комитет подверг сомнению легитимность президентских выборов в Чечне, на которых победил получивший поддержку Москвы Алу Алханов.
В том же году влиятельное американское издание «Уолл-стрит джорнал» опубликовало статью Бжезинского, в которой он заявил, что США с целью содействия демократическим процессам следует поддерживать национальные меньшинства в России. В статье власть Путина сравнивается с фашистским режимом Муссолини, а ситуация в Чечне охарактеризована как «резня на грани геноцида».
Критики утверждают, что деятельность организации нацелена на противодействие установлению российского контроля над Чеченской республикой. Основой для таких утверждений являются, в том числе, сведения из биографий некоторых членов комитета. Например, Эллиот Абрамс участвовал в организации поставок оружия никарагуанским контрас с 1980 по 1988 год, а позднее он был осуждён в США за сокрытие от Конгресса в 1986 году данных фактов продажи оружия. Так, по мнению Валерия Тишкова, «вся исходящая от этой общественной организации информация по Чечне носит односторонний и даже намеренно искаженный характер» («утверждения о якобы более чем 200 тысяч погибших чеченцев из числа гражданских лиц»). По словам Тишкова, несмотря на неадекватность восприятия ситуации в Чечне, организация «обладает огромной мобилизующей силой».
Сайт комитета перестал обновляться после июля 2012 года. В 2013 году комитет привлёк к себе внимание, когда подозреваемые во взрыве на Бостонском марафоне в апреле 2013 года были идентифицированы как этнические чеченцы. Хотя в ранних сообщениях не указывалось, что подозреваемыми двигали чеченские националистические мотивы, некоторые авторы предполагали, что ФБР ненадлежащим образом проигнорировало предупреждения российских властей о том, что один из предполагаемых террористов неоднократно встречался с предполагаемым лидером террористов в Дагестане.